# ハイタカ
ハイタカ（鷂・灰鷹、Accipiter nisus）は、タカ目タカ科ハイタカ属に分類される猛禽類。ハイタカ属の模式種。

## 分布
ユーラシア大陸の温帯から亜寒帯にかけての広い地域に分布している。
日本では、多くは本州以北に留鳥として分布しているが、一部は冬期に暖地に移動する。

## 形態
全長はオス約32 cm、メス約39 cm。オスは背面が灰色で、腹面には栗褐色の横じまがある。メスは背面が灰褐色で、腹面の横じまが細かい。

## 名前
「疾き鷹」が語源であり、それが転じて「ハイタカ」となった。かつては「はしたか」とも呼ばれていた。元来ハイタカとは、ハイタカのメスのことを指す名前で、メスとは体色が異なるオスはコノリと呼ばれた。『大言海』によれば、コノリの語源は「小鳥ニ乗リ懸クル意」であるという。

## 生態
低地から亜高山帯にかけての森林や都市部に生息する。樹上に木の枝を束ねたお椀状の巣を作る。
食性は動物食で、鳥類や昆虫類などを空中または地上で捕食する。ネズミなどを捕ることもある。
繁殖期以外では鳴き声を上げることはほとんど無いが、警戒時には雌雄ともに甲高い声で早口で鳴く。
繁殖形態は卵生で、1回に4 - 5個の卵を産む。繁殖期にはつがいで行動することが多い。
最大の天敵はオオタカ。そのため、体が大きなオオタカが入り込めない樹木が密生した森に巣が多いという研究結果がある。

## 人間との関係
オオタカと共に鷹狩に用いられた。

アーシュラ・K・ル＝グウィンのゲド戦記では主人公のゲドの通り名として本種の名が使われている。

## 画像

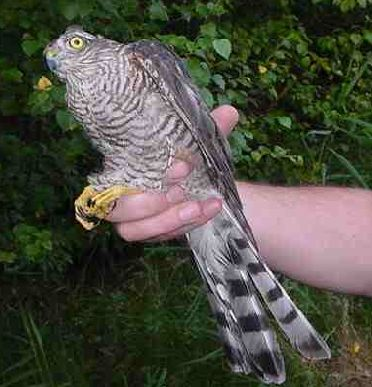
雌鳥
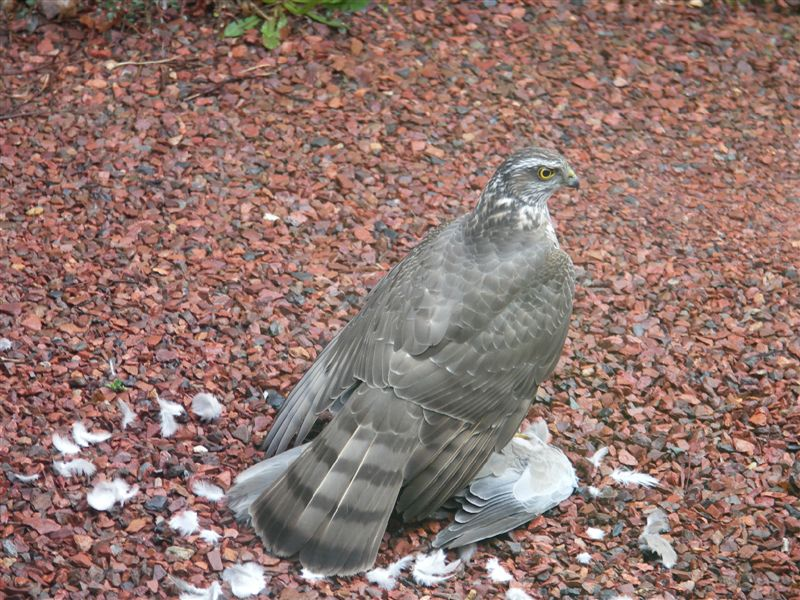
雌鳥
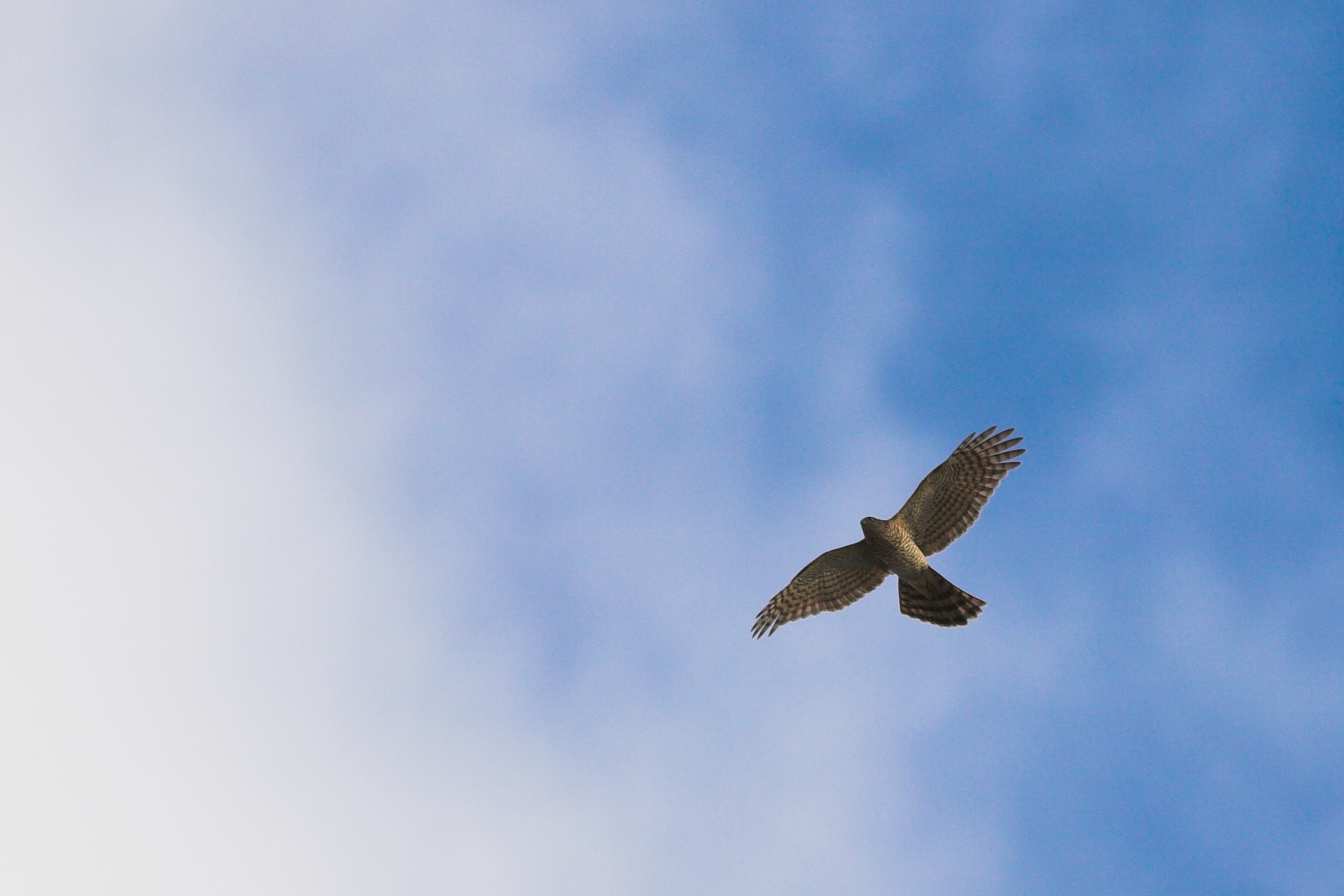
飛翔する本種（高解像度版で個体の細部を確認可能）
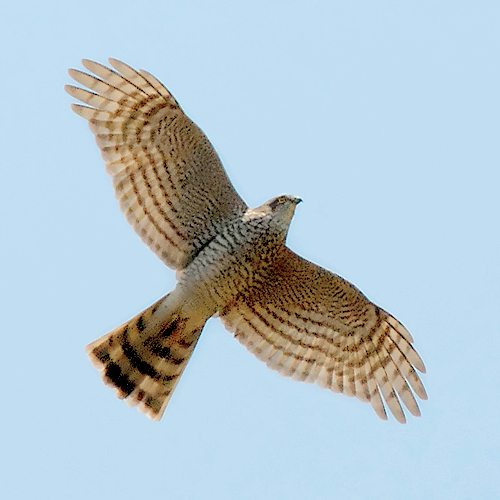
飛翔する本種
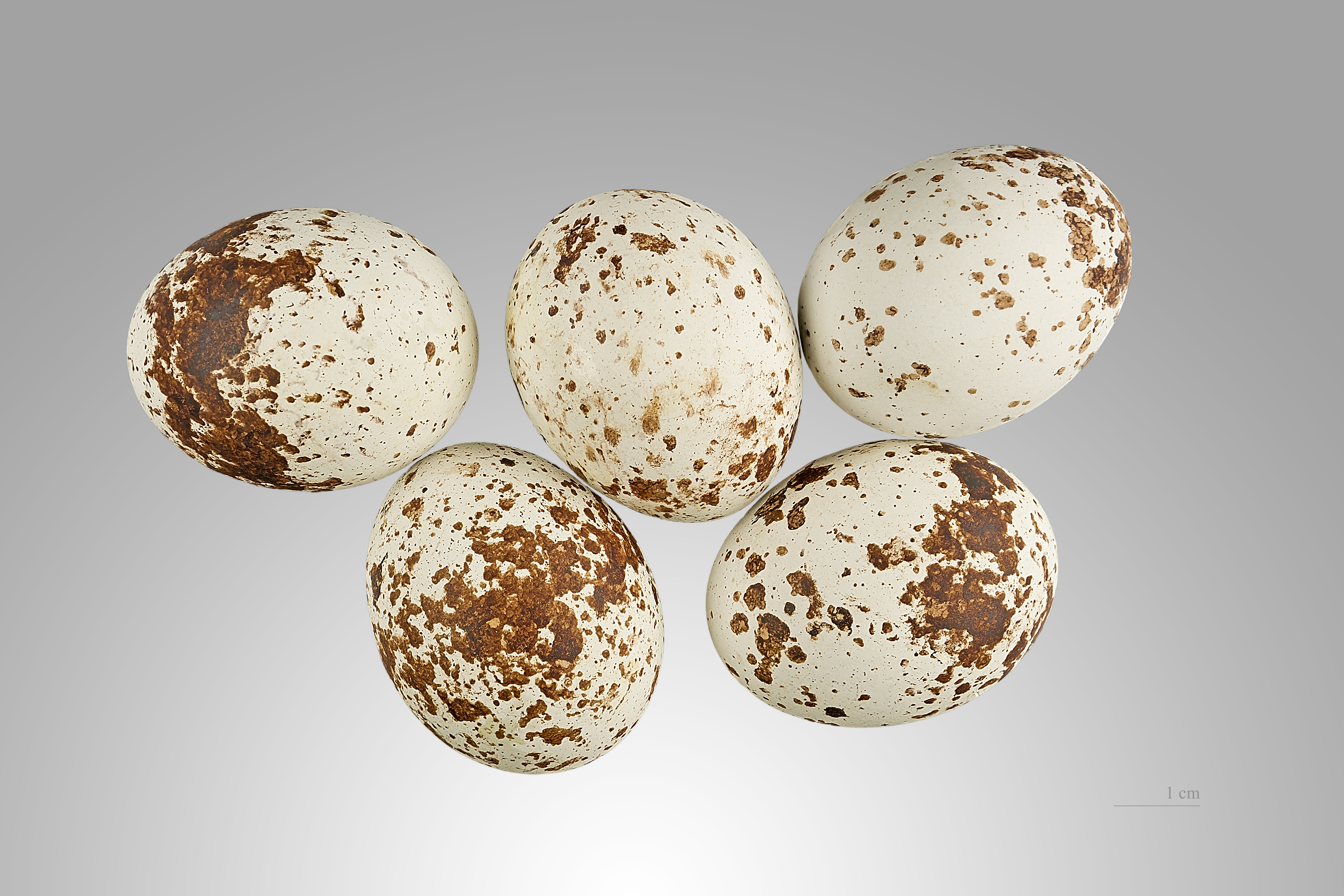
卵
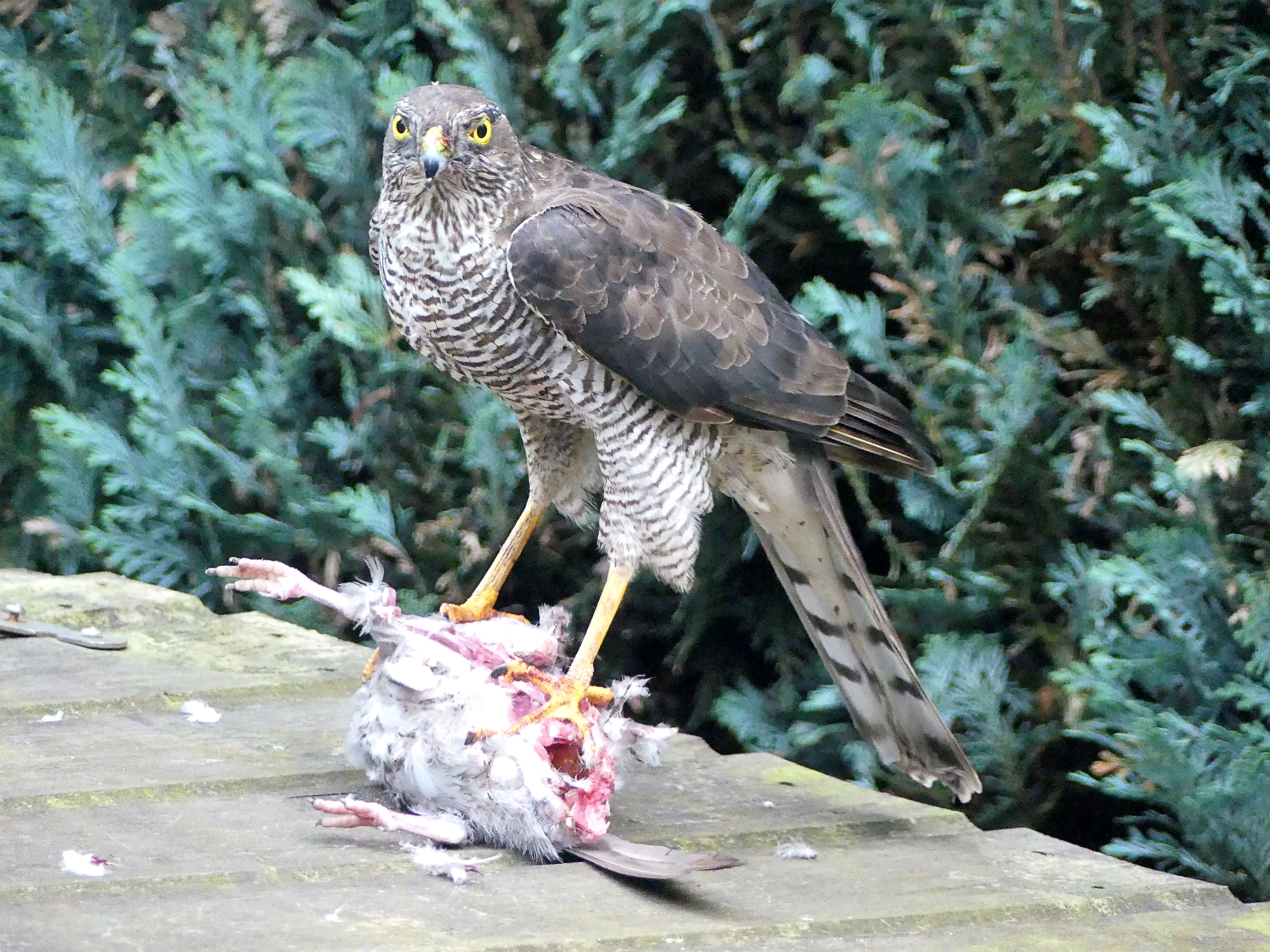
ハトを捕食するハイタカ